# Toma Caragiu
Toma Caragiu (Argos Orestiko, 21 agosto 1925 – Bucarest, 4 marzo 1977) è stato un attore rumeno.
Dotato di una mimica che gli rese molto successo soprattutto nella commedia, ma anche in ruoli drammatici, fece una gloriosa carriera che lo portò a calcare i palchi del teatro, della televisione e lavorò anche come attore di film.

## Biografia
(Toma Caragiu)
Nacque nel 1925 in Grecia dal padre Nico e dalla madre Atena Papastere Caragiu, una famiglia di Arumeni che dai monti del Pindo si trasferirono in Romania e dopo alcuni anni di spostamenti si stabilirono a Ploiești in via Rudului 144. In questa città Toma passò la sua infanzia frequentando le scuole primarie e poi il liceo.
Si iscrisse alla facoltà di Giurisprudenza dalla quale si ritira presto per intraprendere gli studi al "Conservatorio di musica ed arte drammatica" a Bucarest per seguire il suo desiderio di diventare attore.

Nel 1949 conclude la scuola, ma già durante gli studi dimostrava grandi doti di interpretazione partecipando così in ruoli, anche importanti, al Teatro Nazionale di Bucarest. Da qui si trasferì per una stagione al "Teatro drammatico di Stato" di Costanza.
Tornato nella città di Ploiești nel 1953 gli fu dato a 28 anni l'incarico di direttore del "Teatro di Stato" della città e si dedicò ai ruoli di personaggi di importanti opere nazionali ed internazionali come Shakespeare e Caragiale, ma anche di alcune opere del teatro di Eduardo De Filippo il De Pretore Vincenzo, del bolognese Otello Vecchietti meglio conosciuto Massimo Dursi il Bertoldo a corte ed i protagonisti di altre opere di grandi autori teatrali.
Ha recitato in 50 ruoli anche per la radio nel programma "Teatro al microfono" Teatru la microfon e per la televisione ha lavorato in serial dal titolo "L'inseguimento" Urmarirea e "Un caldo agosto" Un august in flacari.

Dopo dodici anni nella sua Ploiești ritorna nel 1965 a Bucarest su invito dal regista Liviu Ciulei. Nella capitale entra nella compagnia del "Teatro Bulandra" per il quale intraprende una tournée all'estero consacrandosi così anche a livello internazionale.
Morì prematuramente nel tragico terremoto di Bucarest del 1977 lasciando nella memoria di tutti le sue grandi interpretazioni nel corso dei tre decenni che lo videro in attività.
Leggendari sono divenuti i suoi monologhi.

## Filmografia
Nella sua carriera ha recitato in 41 film dal 1955, ma in Italia sono conosciuti solo tre di genere drammatico
- Il processo bianco Procesul alb (1965)
- La nave dei dannati Răzbunarea haiducilor (1968)
- L'attore e i selvaggi Actorul și sălbaticii (1975)
- Oltre il ponte Dincolo de pod (1975)